# Capitan Furia
Capitan Furia (Captain Fury) è un film del 1939 diretto da Hal Roach.